# Николај Семјонов
Николај Николајевич Семјонов (или Семенов), ForMemRS (рус. Никола́й Никола́евич Семёнов; 15. април 1896 – 25. септембар 1986) био је руски/совјетски физичар и хемичар. Семјонов је 1956. године добио Нобелову награду за хемију за рад на механизму хемијске трансформације.

## Живот и каријера
Семјонов је рођен у Саратову, као син Елене Дмитријеве и Николаја Алексе Семјонова. Дипломирао је на одсеку за физику Петроградског универзитета (1913 − 1917), где је био студент Абрама Федоровича Иофе. 1918. преселио се у Самару, где је током Руског грађанског рата служио у Колчаковом белом покрету.
1920. вратио се у Петроград и преузео дужност у лабораторији за феномене електрона Петроградског физичко-техничког института. Такође је постао заменик директора института. 1921. оженио се филологом Маријом Бореише-Ливеровски (ученицом Жирмунског). Умрла је две године касније. 1923. године Николај се оженио Маријином нећаком Наталијом Николајевном Бурцевом. Родила је Николају сина (Јурија) и ћерку (Људмилу).
Током тог тешког времена Семјонов је, заједно са Пјотром Капицом, открио начин мерења магнетног поља атомског језгра (1922). Касније су експеримент побољшали Ото Штерн и Валтер Герлах који је постао познат као Штерн-Герлахов експеримент.
1925. Семјонов је заједно са Јаковом Френкелом проучавао кинетику кондензације и адсорпције пара. 1927. проучавао је јонизацију у гасовима и објавио важну књигу Хемија електрона. Године 1928. он је заједно са Владимиром Фоком створио теорију термичког ометајућег пражњења диелектрика.
Предавао је на Петроградском политехничком институту и постављен за професора 1928. године. 1931. организовао је Институт за хемијску физику Академије наука СССР-а (који се 1943. преселио у Черноголовку) и постао његов први директор. 1932. постао је пуноправни члан Совјетске академије наука.

## Значајни радови
Изванредан Семјоновљев рад на механизму хемијске трансформације укључује исцрпну анализу примене теорије ланчане реакције на различите реакције (1934 − 1954) и, што је још значајније, на процесе сагоревања. 
Семјонов је написао две важне књиге у којима је изнео своје дело. Хемијска кинетика и ланчане реакције објављено је 1934. године, а енглеско издање 1935. године. Била је то прва књига у Совјетском Савезу која је развила детаљну теорију неразгранатих и разгранатих ланчаних реакција у хемији. Књига Неки проблеми хемијске кинетике и реактивности, први пут је објављена 1954. године, ревидирана је 1958. године; постоје и енглеско, америчко, немачко и кинеско издање. За свој рад је 1956. године добио Нобелову награду за хемију (заједно са Сер Сирилом Норманом Хиншелвудом).

## Почасти и награде
- Лењинов орден, девет пута [3] (1945, 1953, 1956, 1966, 1971, 1976, 1981[4])
- Стаљинова награда (1941, 1949)
- Почасни члан Британског хемијског друштва (1943)
- Орден рада Црвене заставе (1946)
- Почасни члан Индијске академије наука (1954)
- Нобелова награда за хемију (1956)
- Страни члан Краљевског друштва у Лондону (1958)[1]
- Члан Немачке академије наука Леополдина (1959)[5]
- Почасни члан Мађарске академије наука (1961)
- Почасни члан Њујоршке академије наука (1962)
- Страни члан Националне академије наука Сједињених Држава (1963)
- Почасни члан Румунске академије (1965)
- Херој социјалистичког рада, два пута (1966, 1976)
- Златна медаља Ломоносова (1969)
- Лењинова награда (1976)
- Орден Октобарске револуције (1986)
- Медаља „У знак сећања на стогодишњицу рођења Владимира Иљича Лењина“
- Награда Мендељејева

Семјонов је био и почасни доктор неколико универзитета: Оксфорд (1960), Брисел (1962), Лондон (1965), Будимпештански технички универзитет (1965), Политехнички институт у Милану (1964) и други.